# Jiří Mazánek (1952)
Jiří Mazánek (* 14. března 1952 v Pardubicích) je český chemik, jogín a propagátor vegetariánství.
Narodil se v Pardubicích, otec byl chemikem, matka poštovní úřednicí. V Pardubicích vystudoval gymnázium a FCHT. V šestnácti letech začal cvičit jógu, jeho prvním učitelem se stal Otakar Vojkůvka, brněnský jogín a vydavatel samizdatu, dalším jeho učitelem byl Evžen Štekl. Jiří Mazánek se napojil na okruh podzemního hnutí Hare Krišna. Pod hlavičkou ČSTV složil cvičitelské zkoušky a organizoval kursy jógy. V 80. letech získal stipendium do Indie, ale nesměl vycestovat. Jaroslav Hutka jej seznámil s hrou na sitár a když Mazánek po listopadu 1989 do Indie skutečně vycestoval, studoval tento nástroj právě tam. Hrál se sdružením Šafrán a na konci 80. let spoluzaložil skupinu Relaxace, s níž hraje vlastní tvorbu na etnické nástroje, ovlivněnou meditativní složkou indické hudby. O politické dění se dle vlastních slov nikdy nezajímal a nijak se neangažoval. Po roce 1989 nicméně založil Středisko vnitřního uskutečnění Pražská prajága a ve stejnojmenném nakladatelství vydával časopis Dotek.

## Dílo
- Paměti tantrika, Praha: Alferia (2024)[4]
- Rozpravy o tantře, Alferia (2017)
- Tantra, nejčastější otázky a pochybnosti, Argo (2015)
- Rozpravy o józe (překlad Pataňdžaliho Jógasúter), Grada (2014)
- Čakry a kundaliní, Svojtka & Co. (2010)
- Mantry, Fontána (2003)
- Přehled nejužívanějších manter, Pražská Prajága (1991)